# Boro Boro
"Boro Boro" – debiutancki singel Arasha wydany 22 września 2004 roku przez Warner Music.

## Lista utworów
- CD-Single

1. "Boro Boro" (Radio Edit) – 3:13
2. "Boro Boro" (Extended) – 5:14

- CD-Maxi

1. "Boro Boro" (Radio Edit) – 3:13
2. "Boro Boro" (Extended) – 5:14
3. "Boro Boro" (Go Go Remix) – 3:57
4. "Boro Boro" (Funky Sunday) – 4:17
5. "Boro Boro" (Bollywood Café) – 3:17
6. "Boro Boro" (Smooth Summer) –	3:08

## Listy przebojów
| Kraj       | Lista (2004/2005)         | Najwyższa pozycja |
| ---------- | ------------------------- | ----------------- |
| Szwecja    | Top 60 Singles            | 1                 |
| Węgry      | Single Top 40 slágerlista | 3                 |
| Szwajcaria | Singles Top 100           | 8                 |
| Niemcy     | Top 100 Singles           | 11                |
| Finlandia  | Top 20 Singles            | 12                |
| Austria    | Singles Top 75            | 22                |